# The Sims: Full House
The Sims: Full House er et computerspil The Sims-serien udgivet i Australien og New Zealand. Det indeholder alle 7 sims udvielsespakker, og er udgivet i 2005
| computerspil | Spire Denne computerspilsrelaterede artikel er en spire som bør udbygges. Du er velkommen til at hjælpe Wikipedia ved at udvide den. |